# اریک گیل
اریک آرتور روتن گیل (به انگلیسی: Arthur Eric Rowton Gill) (زاده فوریه ۱۸۸۲ –درگذشته ۱۷ نوامبر ۱۹۴۰) مجسمه‌ساز، تایپوگراف و طراح فونت و هنرمند چاپ دستی انگلیسی و از اعضای جنبش هنر و پیشه بود. او به واسطه دیدگاه‌های مذهبی خویش که در تضاد با رفتارهای جنسی بی‌پروا و آثار تن‌کامانه وی بود، چهره‌ای جنجالی به شمار می‌رفت.
گیل در طول دوران فعالیت هنری خود توانست عنوان طراح صنعتی سلطنتی را از سوی انجمن سلطنتی هنر کسب کند این عنوان بالاترین جایزه برای طراحان صنعتی در بریتانیا به شمار می‌رود. وی هم‌چنین مؤسس دانشکده سلطنتی طراحان برای صنعت است.

## نگارخانه

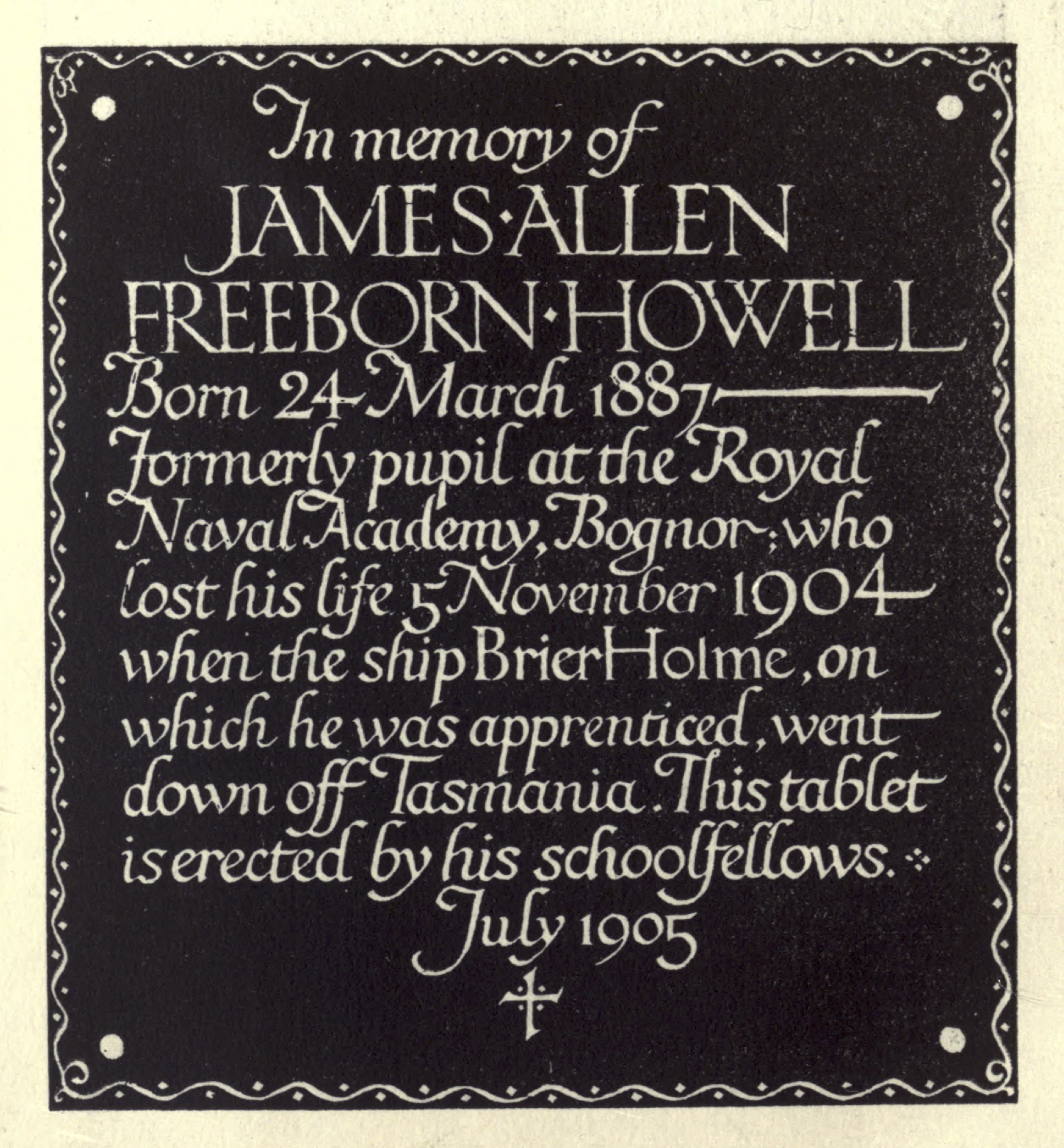
طرح یک بنای یادبود برنز ایجاد شده توسط اریک و مکس گیل در سال ۱۹۰۵
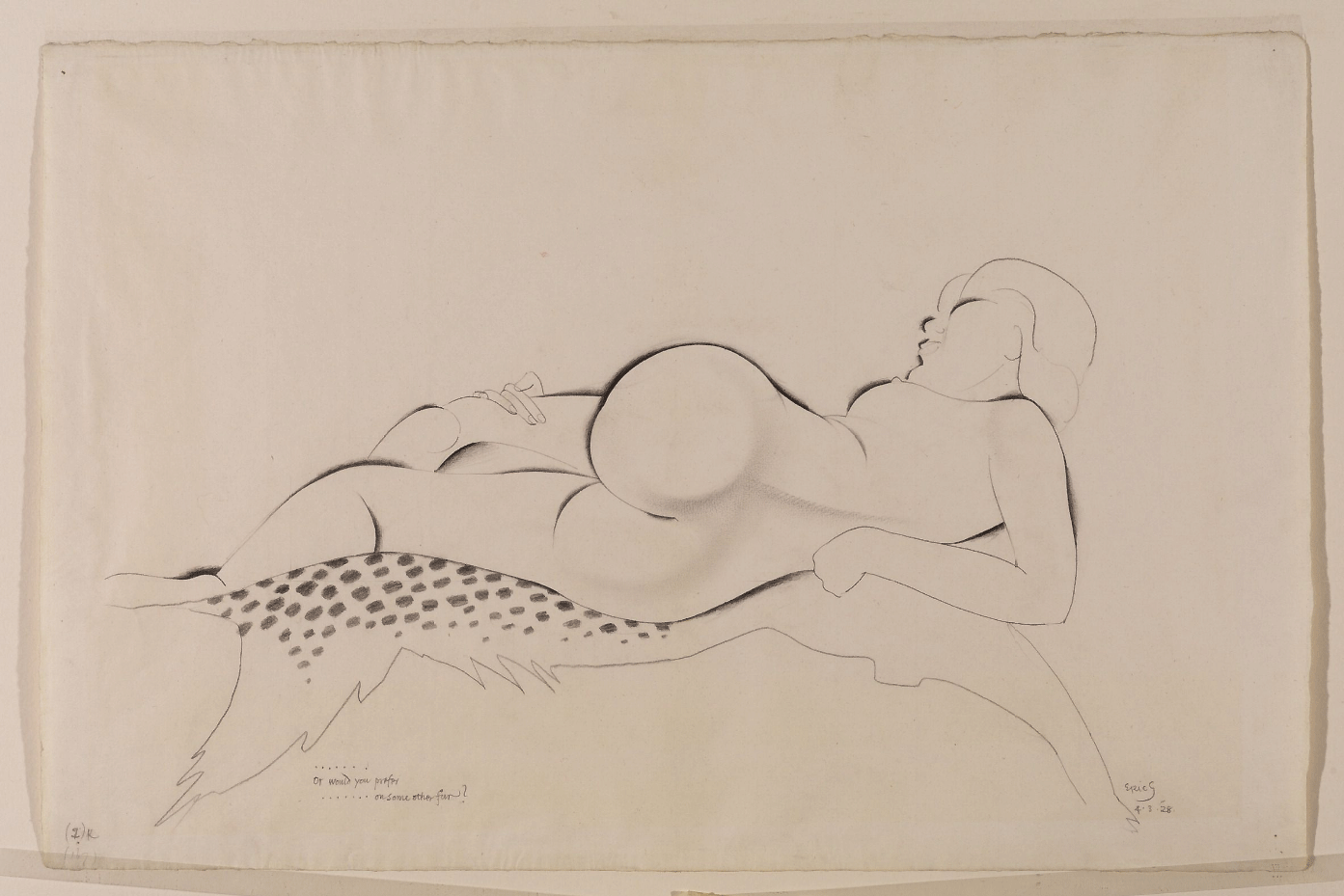
برهنه خمیده بر پوست پلنگ، یک گرافیت نقشه کشی توسط گیل (۱۹۲۸).
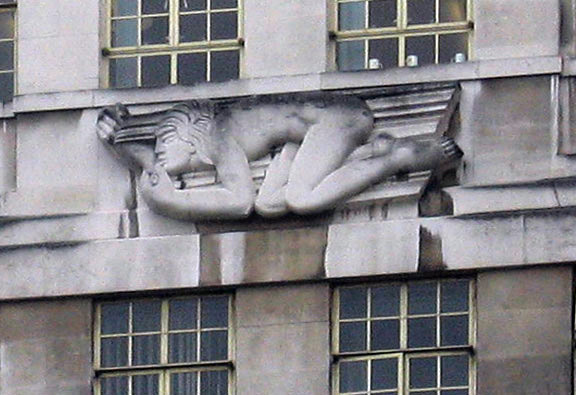
باد شمالی با ۵۵ برادویاست.
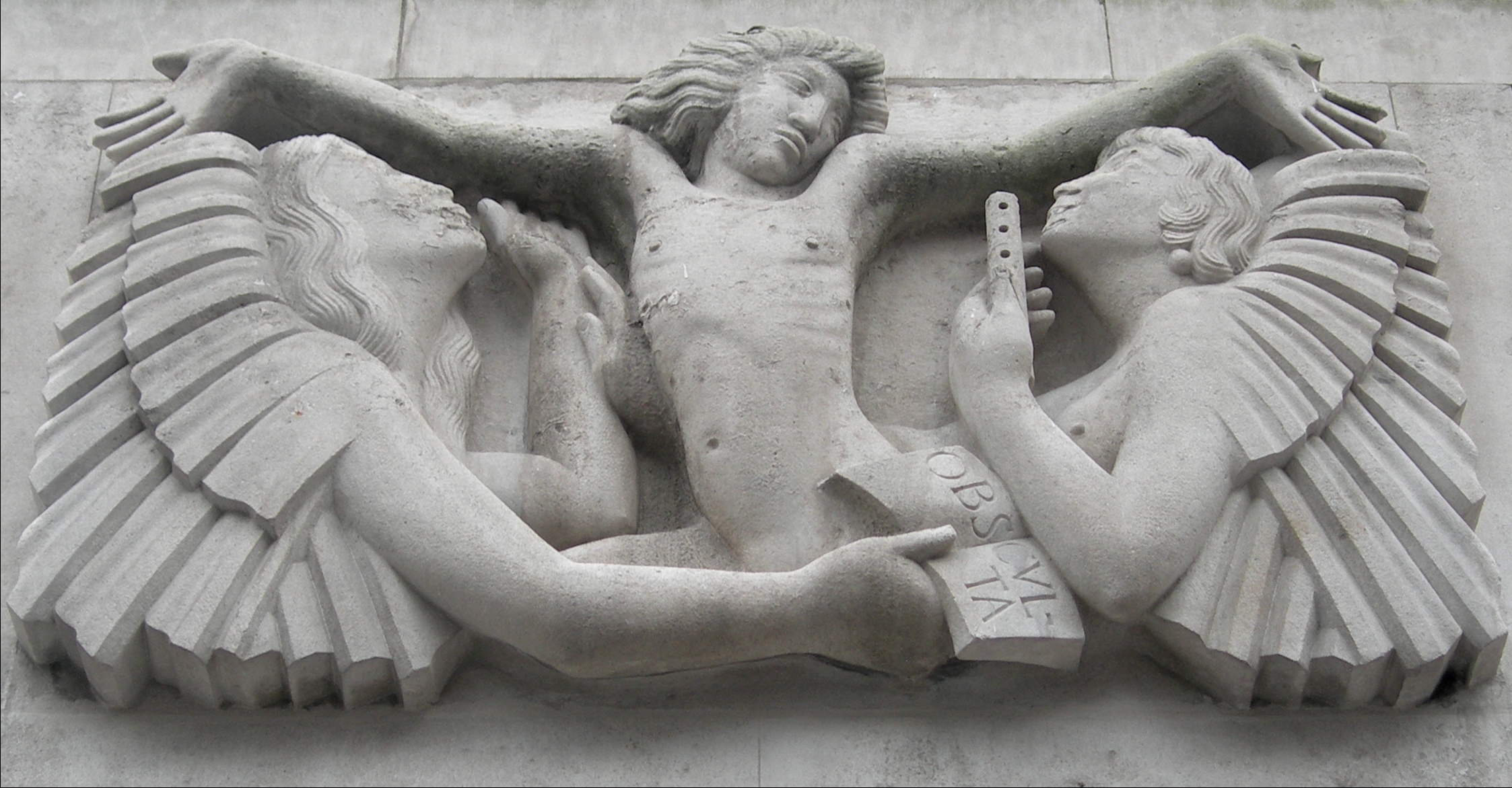
آریل بین عقل و شادیهای Broadcasting House, 1932.
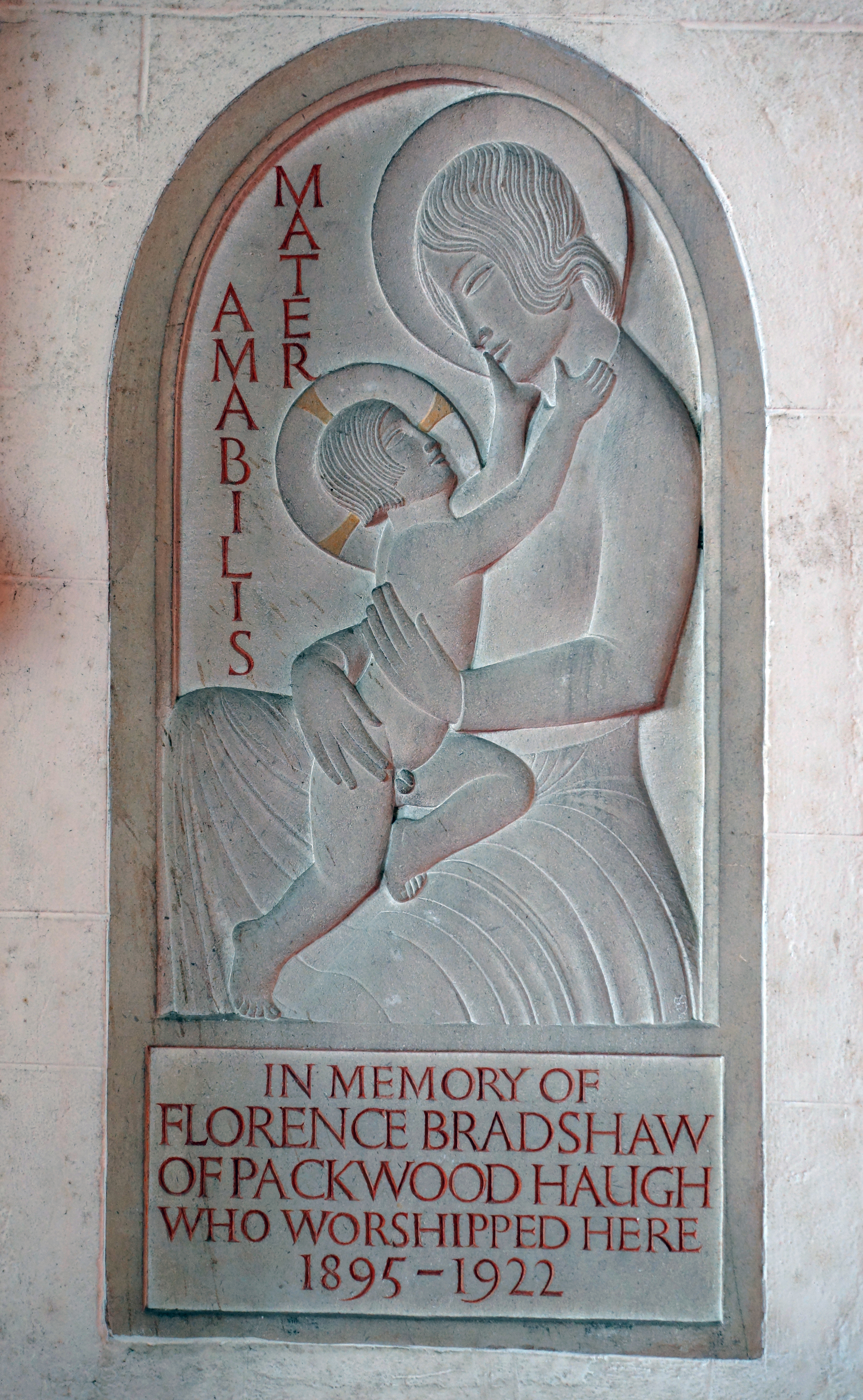
نقش برجسته در Lapworth کلیسا اهل محله، ۱۹۲۸.